# The Muppets (serie de televisión)
The Muppets fue una serie de televisión estadounidense transmitida por ABC desde el 22 de septiembre de 2015.
El 12 de mayo de 2016, la serie fue cancelada luego de una temporada.

## Elenco

### Elenco principal
- Los Muppets

### Elenco recurrente
- Elizabeth Banks
- Topher Grace
- Reese Witherspoon
- Kerry Washington
- Michelle Pfeiffer
- Jennifer Lawrence
- Sofia Vergara
- Imagine Dragons
- Liam Hemsworth
- Dave Grohl

## Episodios
| N.º | Título                        | Director        | Guionista                                | Primera emisión          | Audiencia (en millones) |
| --- | ----------------------------- | --------------- | ---------------------------------------- | ------------------------ | ----------------------- |
| 1   | «Pig Girls Don't Cry (Pilot)» | Randall Einhorn | Bill Prady & Bob Kushell                 | 22 de septiembre de 2015 | 9.01m                   |
| 2   | «Hostile Makeover»            | Randall Einhorn | Bill Prady & Bob Kushell                 | 29 de septiembre de 2015 | 5.78m                   |
| 3   | «Bear Left Then Bear Write»   | Randall Einhorn | Dave Caplan & Gregg Mettler              | 6 de octubre de 2015     | 4.85m                   |
| 4   | «Pig Out»                     | Randall Einhorn | Bob Kushell & Dave Caplan                | 13 de octubre de 2015    | 4.34m                   |
| 5   | «Walk the Swine»              | Randall Einhorn | Dave Caplan & Steve Rudnick              | 27 de octubre de 2015    | 4.33m                   |
| 6   | «The Ex-Factor»               | Randall Einhorn | Bob Kushell & Steve Rudnick              | 3 de noviembre de 2015   | 4.56m                   |
| 7   | «Pig's in a Blackout»         | Matt Sohn       | Steve Rudnick & Emily Wilson             | 10 de noviembre de 2015  | 3.94m                   |
| 8   | «Too Hot to Handler»          | Matt Sohn       | Margee Margee & Angeli Millan            | 17 de noviembre de 2015  | 3.89m                   |
| 9   | «Going, Going, Gonzo»         | Randall Einhorn | Shane Kosakowski & Franklin Hardy        | 1 de diciembre de 2015   | 3.78m                   |
| 10  | «Single All the Way»          | Matt Sohn       | Gregg Mettler & Neil Scovell             | 8 de diciembre de 2015   | 3.81m                   |
| 11  | «Swine Song»                  | Randall Einhorn | Gregg Mettler & Emily Wilson             | 2 de febrero de 2016     | 2.76m                   |
| 12  | «A Tail of Two Piggies»       | Randall Einhorn | Neil Scovell & Steve Rudnick             | 9 de febrero de 2016     | 2.71m                   |
| 13  | «Got Silk?»                   | Randall Einhorn | Shane Kosakowski & Franklin Hardy        | 16 de febrero de 2016    | 2.45m                   |
| 14  | «Little Green Lie»            | Bill Barretta   | Dave Caplan, Jordan Reddout & Gus Hickey | 23 de febrero de 2016    | 2.60m                   |
| 15  | «Generally Inhospitable»      | Randall Einhorn | Margee Margee & Angeli Millan            | 1 de marzo de 2016       | 2.73m                   |
| 16  | «Because...Love»              | Randall Einhorn | Scott Weinger & Emily Wilson             | 1 de marzo de 2016       | 2.73m                   |

## Producción
El 7 de mayo de 2015, la cadena ABC ordenó oficialmente la primera temporada de la serie para la temporada de televisión 2015-2016.
El 12 de mayo de 2015, durante los Upfronts, ABC anunció el lanzamiento de la serie en el otoño de 2015.